# 斯考德維萊
斯考德維萊是立陶宛陶拉格縣陶拉格區内的城市，位於县治陶拉格東北26公里，海拔高度119米，面積3.89平方公里，市內的信義宗教堂在1827年建成，2010年人口1884。